# Игрунова, Наталья Николаевна
Ната́лья Никола́евна Игруно́ва (род. 18 апреля 1957 года, Новый Оскол) — литературный критик, обозреватель газеты «Известия», первый заместитель главного редактора и заведующая отделом критики журнала «Дружба народов».

## Биография
Родилась в семье партработника и поэта Николая Игрунова. В 1980 году окончила факультет журналистики МГУ и стала заведующей отделом критики журнала «Дружба народов». В 2017 году стала первым заместителем главного редактора журнала «Дружба народов».
Печаталась как критик в газетах «Известия», «Московские новости», «Неделя», журналах «Дружба народов», «Литературное обозрение», «Нёман».
Переводит прозу с белорусского языка (Виктор Карамазов, Лариса Гениюш и другие).

### Эссе
- «О прозе реальной и виртуальной» (подготовка к публикации, «Дружба Народов», № 11 за 1999 год).
- «Загадка Михася Стрельцова» («Дружба Народов», № 6 за 2000 год).
- «Земля и небо Агаси Айвазяна. Разговоры и заметки на полях» («Дружба Народов», № 7 за 2001 год).
- «Обрыв связи. Разговоры не только о литературе» («Дружба Народов», № 1 за 2003 год).
- «Вечный сад в зоне уничтожения» («Дружба Народов», № 12 за 2006 год).
- «Час шакалов: дожить до рассвета. Перечитывая Василя Быкова» («Дружба Народов», № 2 за 2009 год).
- «Случайная выборка. Книги людей, создающих кино» (составление, «Дружба Народов», № 10 за 2016 год).
- «Жизнь — прекрасна» («Дружба Народов», № 11 за 2016 год).
- «Литературная классика: диалог со временем» («Дружба Народов», № 4 за 2017 год).
- «А дни — как тополиный пух... Памяти Андрея Туркова» («Дружба Народов», № 9 за 2017 год).
- «Мир, в котором сбываются мечты» («Дружба Народов», № 11 за 2017 год).

### Интервью
Цикл интервью «Беседу ведёт Наталья Игрунова»
- Томас Венцлова, «Из опыта исторического оптимиста» («Дружба Народов», № 3 за 1998 год).
- Елена Крюкова, «Каждый художник пишет свою Библию» («Дружба Народов», № 7 за 1999 год).
- Владимир Ешкилев, «Чьи вы, хлопцы, будете?..» («Дружба Народов», № 12 за 1999 год).
- Владимир Шаров, «Я не чувствую себя ни учителем, ни пророком» («Дружба Народов», № 8 за 2004 год).
- Левон Хечоян, «Бог послал художника на Землю, чтобы он мог помолиться за людей» («Дружба Народов», № 8 за 2016 год).